# Erich Lehmann
Erich Leo Lehmann, född 20 november 1917 i Strasbourg, Tyskland, död 12 september 2009 i Berkeley, Kalifornien, var en tyskamerikansk statistiker verksam vid University of California, Berkeley. 
Han är speciellt känd för sina böcker om statistisk hypotesprövning och punktskattningar. 

## Uppväxt och utbildning
Erich Lehmann var född 1917 i Strasbourg men växte upp i Frankfurt am Main. Familjen flydde 1933 till Schweiz för att komma undan nazisterna. 
Han tog studentexamen i Zürich, varefter han under två år studerade matematik vid universitetet i Cambridge, England. Därefter emigrerade han 1940 till Förenta Staterna, 
där han blev doktorand vid University of California, Berkeley, trots att han inte hade tagit någon grundexamen.

## Vetenskapliga insatser
Under ledning av Jerzy Neyman doktorerade han 1946 med en avhandling betitlad Optimum tests of a certain class of hypotheses specifying the value of a correlation coefficient.
Efter sin doktorexamen undervisade Lehmann vid University of California, Berkeley 1947-1950, Columbia University 1950, Princeton University 1951, och Stanford University 1951-1952. 
Därefter återvände han till University of California, Berkeley där han stannade livet ut. Från 1961 till 1962 var han ordförande för Institute of Mathematical Statistics.
Erich Lehman var en utpräglad teoretisk statistiker, utan intresse för att själv tillämpa statistik för praktiska problem. 
Som teoretiker utvecklade han viktiga metoder för statistisk hypotesprövning, estimering, ickeparametrisk statistik, multipla jämförelser och ordningsföljd på sannolikhetsfördelningar. Under senare år arbetade Lehman också mycket med statistikens grunder och historia. Han undersökte därvid gemensamheter och skillnader
mellan Fishers och Neyman-Pearsons definitioner av hypotesprövning; mellan large sample statistics och small sample statistics; och mellan beskrivande statistik, frekvensiell statistik och Bayesiansk statistik.

### Böcker
- Lehmann EL, Testing Statistical Hypotheses, 1959.
- Hodges JL, Lehmann EL, Basic Concepts of Probability and Statistics, 1964.
- Hodges JL, Lehmann EL, Elements of Finite Probability, 1965.
- Lehmann EL, D'abrera HJ, Nonparametrics: statistical methods based on ranks, 1975.
- Lehmann EL, Theory of Point Estimation, 1983.
- Lehmann EL, Elements of Large-Sample Theory, 1998.
- Lehmann EL, Reminiscences of a Statistician: The company I kept, 2007,
- Lehmann EL, Fisher, Neyman, and the Creation of Classical Statistics, 2011.

### Artiklar i urval
- Lehmann EL. Une propri ´et ´e optimale de certains ensembles critiques du type A1. C. R. Acad. Sci. Paris, 223:567–569, 1946.
- Lehmann EL. On families of admissible tests. The Annals of Mathematical Statistics. 1947;18(1):97-104.
- Lehmann EL, Stein C. Most powerful tests of composite hypotheses. I. Normal distributions. The Annals of Mathematical Statistics. 1948 Dec 1:495-516.
- Lehmann EL, Scheffé H. Completeness, similar regions, and unbiased estimation: Part I. Sankhya: the Indian Journal of Statistics. 1950 Nov 1:305-40.
- Hodges Jr JL, Lehmann EL. Some problems in minimax point estimation. The Annals of Mathematical Statistics. 1950 Jun 1:182-97.
- Lehmann EL. Some Principles of the Theory of Testing Hypotheses. The Annals of Mathematical Statistics. 1950 Mar 1;21(1):1-26.
- Lehmann EL. Consistency and unbiasedness of certain nonparametric tests. The Annals of Mathematical Statistics. 1951 Jun 1:165-79.
- Hodges JL, Lehmann EL. Some Applications of the Cramér-Rao Inequality. InProceedings of the Second Berkeley Symposium on Mathematical Statistics and Probability 1951. The Regents of the University of California.
- Hodges JL, Lehmann EL. The use of previous experience in reaching statistical decisions. Annals of Mathematical Statistics. 1952;23(3):396-407.
- Lehmann EL. The power of rank tests. Annals of Mathematical Statistics. 1953 Mar 1:23-43.
- Chernoff H, Lehmann EL. The use of maximum likelihood estimates in chi^2 tests for goodness of fit. The Annals of Mathematical Statistics. 1954;25(3):579-86.
- Lehmann EL. Ordered families of distributions. The Annals of Mathematical Statistics. 1955 Sep 1:399-419.
- Hodges Jr JL, Lehmann EL. The efficiency of some nonparametric competitors of the t-test. The Annals of Mathematical Statistics. 1956 Jun 1:324-35.
- Hodges JL, Lehmann EL. Rank methods for combination of independent experiments in analysis of variance. The Annals of Mathematical Statistics. 1962;33(2):482-97.
- Lehmann EL. Robust estimation in analysis of variance. The Annals of Mathematical Statistics. 1963 Sep 1:957-66.
- Hodges Jr JL, Lehmann EL. Estimates of location based on rank tests. The Annals of Mathematical Statistics. 1963 Jun 1:598-611.
- Lehmann EL. Some concepts of dependence. The Annals of Mathematical Statistics. 1966 Oct 1:1137-53.
- Hodges Jr JL, Lehmann EL. Deficiency. The Annals of Mathematical Statistics. 1970 Jun 1:783-801.
- Bickel PJ, Lehmann EL. Descriptive Statistics for Nonparametric Models II. Location. The Annals of Statistics. 1975;3(5):1045-69.
- Lehmann EL, Shaffer JP. On a fundamental theorem in multiple comparisons. Journal of the American Statistical Association. 1977 Sep 1;72(359):576-8.
- Lehmann EL. An interpretation of completeness and Basu's theorem. Journal of the American Statistical Association. 1981 Jun 1;76(374):335-40.
- Lehmann EL. Model specification: the views of Fisher and Neyman, and later developments. Statistical Science. 1990;5(2):160-8.
- Lehmann EL. The Fisher, Neyman-Pearson Theories of Testing Hypotheses: One Theory or Two?. Journal of the American Statistical Association. 1993 Dec;88(424).
- Lehmann EL.  " Student" and Small-Sample Theory. Statistical Science. 1999 Nov 1:418-26.
- Lehmann EL, Romano JP. Generalizations of the familywise error rate. The Annals of Statistics. 2005;33(3):1138-54.
- Lehmann EL, Shaffer JP. On a fundamental theorem in multiple comparisons. Journal of the American Statistical Association. 1977 Sep 1;72(359):576-8.
- Lehmann EL. An interpretation of completeness and Basu's theorem. Journal of the American Statistical Association. 1981 Jun 1;76(374):335-40.